# Kaisersberg (Anzing)
Kaisersberg ist ein Ortsteil der Gemeinde Anzing im oberbayerischen Landkreis Ebersberg. 

## Lage
Die Einöde liegt etwa eineinhalb Kilometer südwestlich von Anzing. Sie besteht aus einem Hof, welcher der Familie Adlberger gehört. 

## Geschichte
Südlich der Gebäude befindet sich der Turmhügel Kaisersberg. Von der ehemaligen Mottenanlage ist noch der etwa zwölf Meter hohe Turmhügel erhalten, der durch einen Abschnittsgraben vom Berggrat getrennt ist sowie zwei Terrassen auf der Ostseite und eine etwa 2 Meter tiefe Zisterne.
Die aus einer Münchner Händlerfamilie stammenden Franz Benedikt und Hans Benno Höger hatten hier ein Schlößl (Schloss Kaisersberg) errichtet, das bereits vor 1800 wieder verfallen war.
Hier in Kaisersberg wurde Ende der 1970er- und in den 1980er-Jahren die Fernsehserie „Der Millionenbauer“ gedreht.